# Arroyo Avestruz Chico
El arroyo Avestruz Chico es un pequeño curso de agua uruguayo que atraviesa el departamento de Treinta y Tres, pertenece a la cuenca hidrográfica de la laguna Merín.
Nace en la Cuchilla de los Ladrones y desemboca en el Arroyo Avestruz Grande tras recorrer alrededor de 24 km.